# Disembolus beta
Espèce
Disembolus beta est une espèce d'araignées aranéomorphes de la famille des Linyphiidae.

## Distribution
Cette espèce est endémique d'Utah aux États-Unis,. Elle se rencontre dans le Dry Creek Canyon à Salt Lake City.

## Description
Les mâles mesurent de 1,10 à 1,15 mm. La femelle est inconnue.

## Publication originale
- Millidge, 1981 : The erigonine spiders of North America. Part 4. The genus Disembolus Chamberlin and Ivie (Araneae: Linyphiidae). Journal of Arachnology, vol. 9, no 3, p. 259-284 (texte intégral).